# Зализничное (Полтавская область)
Зализничное (укр. Залізничне) — село,
Ковалевский сельский совет,
Полтавский район,
Полтавская область,
Украина.
Код КОАТУУ — 5324081907. Население по переписи 2001 года составляло 806 человек.

## Географическое положение
Село Зализничное находится на правом берегу реки Коломак,
выше по течению на расстоянии в 2,5 км расположено село Вербовое,
ниже по течению примыкает село Ковалевка.
Рядом проходит железная дорога, станция Ковалевка.